# 波普鎮區 (伊利諾伊州費耶特縣)
波普鎮區（英語：Pope Township）是位於美國伊利諾伊州費耶特縣的一個行政鎮區。

## 地方資料
根據2010年美國人口普查的數據，波普鎮區的面積為78.40平方千米，當中陸地面積為65.80平方千米，而水域面積為12.60平方千米。當地共有人口210人，而人口密度為每平方千米2.68人。